# 近藤喜代太郎
近藤 喜代太郎（こんどう きよたろう、1933年（昭和8年）5月24日 - 2008年（平成20年）9月30日）は、医学者・公衆衛生学者、鉄道研究家。北海道大学名誉教授。

## 経歴
静岡県生まれ。1959年東京大学医学部卒業。1969年医学博士。東大内科、新潟大学助教授（神経内科）、1984年北海道大学医学部教授（公衆衛生学）、1997年定年退官、名誉教授、放送大学教授（健康科学）、2002年同客員教授。
2008年9月30日、脳内出血のため死去。

## 著書
- 『国鉄きっぷ全ガイド 国鉄きっぷ全券種の誕生から現在までの歴史と券面の変遷を徹底解説』日本交通公社出版事業局 交通公社のガイドシリーズ 1987
- 『健康科学 医と社会の接点を求めて』放送大学教育振興会 2002
- 『幌内鉄道史 義経号と弁慶号』成山堂書店 2005
- 『アメリカの鉄道史 SLがつくった国』成山堂書店 2007
- 『医療が悲鳴をあげている あなたの命はどうなるか』西村書店 2007

### 共編著
- 『神経疫学』黒岩義五郎共編 医学書院 1976
- 『人類遺伝学の基礎』葛巻暹、吉田廸弘共著 南江堂 1990
- 『神経疾患のプライマリーケア 一般臨床医のための診療ガイド』鴨下重彦共編 診断と治療社 1991
- 『神経疾患の遺伝学』鈴木義之共編著 金原出版 1993
- 『医療・社会・倫理』藤木典生共編著 放送大学教育振興会 1999
- 『高齢者の心と身体』折茂肇共編著 放送大学教育振興会 2000
- 『循環器科学』藤島正敏共編著 放送大学教育振興会 2000
- 『母子の健康科学』日暮眞共編著 放送大学教育振興会 2000
- 『がんの健康科学』小林博共編著 放送大学教育振興会 2001
- 『公衆衛生 健康をまもる社会のしくみ』編著 放送大学教育振興会 2001
- 『ゲノム生物学 生物科学革命と21世紀の社会』岩槻邦男共編著 放送大学教育振興会 2003
- 『リハビリテーション』眞野行生共編著 放送大学教育振興会 2003
- 『感染症と生体防御』笹月健彦,岩本愛吉共編著 放送大学教育振興会 2004
- 『国際共生と健康』新福尚隆共編著 放送大学教育振興会 2004
- 『国鉄乗車券類大事典 115年の乗車券・運賃料金・旅客サービス』池田和政共著 JTB 2004

### 翻訳
- ジーニー・ヘロン編集『左きき学 その脳と心のメカニズム』杉下守弘共監訳 西村書店 1983

## 参考サイト
- [ISBN　978-4-533-04858-6]